# 尼娜·蒂基宁
尼娜·蒂基宁（芬蘭語：Nina Tikkinen，1987年2月6日—），芬兰女子冰球运动员。她曾代表芬兰参加2010年和2014年冬季奥林匹克运动会冰球比赛，其中2010年冬季奥运会获得一枚铜牌。